# La Croix-sur-Roudoule

La Croix-sur-Roudoule este o comună în departamentul Alpes-Maritimes din sud-estul Franței. În 1 ianuarie 2022 avea o populație de 98 de locuitori.